# تشارلي بروكر
تشارلي بروكر (بالإنجليزية: Charlie Brooker)‏ (مواليد 9 مارس 1971)، فكاهي وناقد وكاتب سيناريو ومنتج ومقدم تلفزيون إنجليزي. وهو مؤسس ومشارك في سلسلة المرآة السوداء، وقد كتب لبرامج مثل Brass Eye و11 O'Clock Show وNathan Barley. لقد قدم عددًا من البرامج التلفزيونية، بما في ذلك Screenwipe وGameswipe وNewswipe وWeekly Wipe و10 O'Clock Live. كما كتب مسلسل الرعب Dead Set المكون من خمسة أجزاء. وقد كتب مقالات تعليق لصحيفة الغارديان وهو واحد من أربعة مدراء مبدعين لشركة الإنتاج Zeppotron.

## روابط خارجية
- تشارلي بروكر على موقع IMDb (الإنجليزية)
- تشارلي بروكر على موقع ألو سيني (الفرنسية)
- تشارلي بروكر على موقع ميوزك برينز (الإنجليزية)
- تشارلي بروكر على موقع أول موفي (الإنجليزية)
- تشارلي بروكر على موقع إن إن دي بي (الإنجليزية)
- تشارلي بروكر على موقع قاعدة بيانات الفيلم (الإنجليزية)
- تشارلي بروكر على موقع كينوبويسك (الروسية)